# 夢工廠悸動恐慌
《夢工厂悸动恐慌》（又译作）是1987年夏季所推出，由任天堂所開發、富士電視台提供遊戲角色造型並發行在FC磁碟機平台的橫向捲軸電子遊戲。
此作品後續有被任天堂將裡頭角色替換成《瑪利歐》系列人物，於1988年在美國以「Super Mario Bros. 2」名義發行。

## 劇情
有一天；雙胞胎皮奇（Piki）與波奇（Poki）發現他們所飼養的寵物猴子露莎從某處撿到一本專門介紹「夢宇宙」事蹟的繪本。夢宇宙是個人們會利用「夢想機器」；來製造出美好事物的神祕和平世界。但某日突然冒出名叫瑪穆（Mamu）的怪物出現，將夢想機器給改造成專門製造出魔物的東西，使得夢宇宙的人們感到恐慌。之後夢宇宙的人們靠著瑪穆討厭蔬菜之類東西的弱點，將對方給打敗。
在皮奇與波奇翻閱過程中不小心將書本最後一頁弄破時，書裡突然冒出瑪穆的手將他們給拉進書中，一旁的露莎發現這不可思議的情況後，立刻跑去找人求救。
之後皮奇與波奇的家族成員；大哥伊瑪吉（Imajin）、大姐莉娜（Lina）、以及媽媽（Mama）與爸爸（Papa）一同潛入了古書，來拯救被綁走的皮奇與波奇。

## 玩法
遊戲場景是以橫向捲軸方式呈現，過程中玩家可以透過挖取埋在地裡的物品、與拿取擺置在地上的道具、或甚至是將敵方角色給直接抓起來當作是扔擲的攻擊武器。
內容總共包含七大章節、二十個小關卡，在每個大章節的開頭會讓玩家從伊瑪吉、莉娜、媽媽、爸爸四人當中選取一位來闖關。
四名角色中各擁有不同的能力屬性。伊瑪吉是各方面能力都有一定水準的角色，莉娜是四人當中挖掘物品動作最慢、但擁有可在跳躍後能緩慢下降的特殊能力，媽媽是挖掘物品動作也不快、但具備四人當中最強的跳躍能力，爸爸則是四人當中跳躍能力最差、但有最快挖出物品的力氣和衝刺速度。

## 開發
此為田邊賢輔在進入任天堂裡首款著手設計的作品。過去他曾構想過一種兩人對戰的遊戲，內容是設法將遍佈在地上四周的物品給堆積成長柱狀後往上爬，並且可以把對手當成物品給抓起來朝一旁扔開；來妨礙對方進度獲取勝利。當田邊賢輔把他的想法告訴《超級瑪利歐》系列創造者宮本茂後，他們依此概念弄出了一款試玩作品。但受限於任天堂FC遊戲機的硬體性能並未將遊戲概念給完美表現出來，若改設計成獨自一人遊玩作品又有乏味不有趣等等情況，讓此點子被擱置一旁。

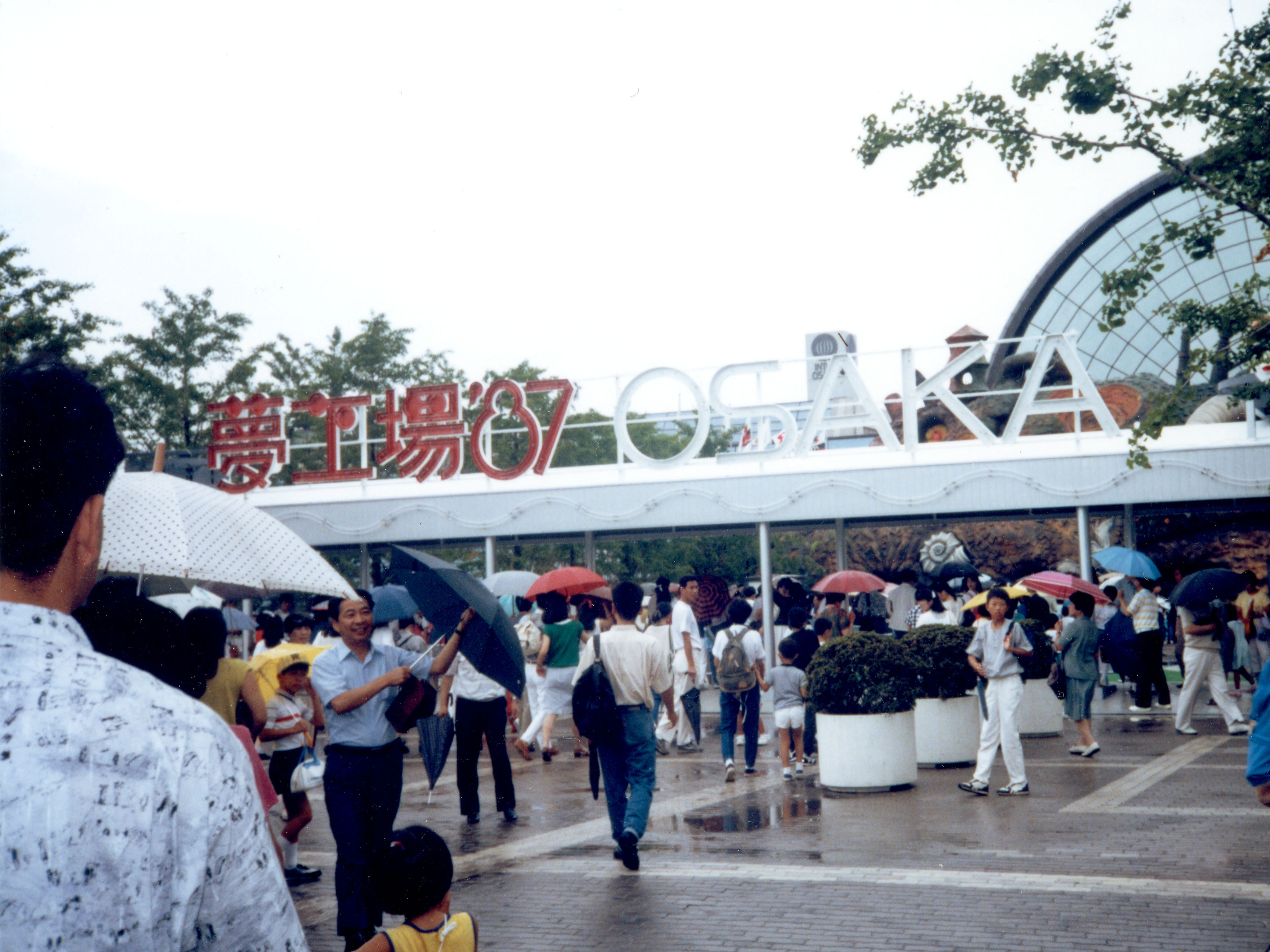
「通訊嘉年華 夢工廠'87」在大阪會場的一景。活動在規劃期間促成了此款遊戲的開發，並於開幕前發行。

到了1987年日本富士產經集團以旗下的富士電視台為主首，規劃當年夏季（7月18日 - 8月30日）在東京晴海、以及大阪住之江區兩地舉辦出有著各種娛樂設施、多媒體技術展示的活動「通訊嘉年華 夢工廠'87」。當時富士電視台為活動所設計出的形象角色；是外觀穿著為阿拉伯世界風格的伊瑪吉家族。之後考慮商業搭配的需求，富士電視台向任天堂提出設計一款以伊瑪吉家族所打造的遊戲。
田邊賢輔接下富士電視台的請求後，把之前所構想兩人互搶地上物品來堆疊爬高的競賽點子；改變成將地上物品抓起後朝敵方攻擊的遊戲，宮本茂也提議可以試著做成像是《超級瑪利歐兄弟》般的橫向捲軸作品。
最後所製作出的成品《夢工厂悸动恐慌》，是推出在任天堂的FC磁碟機平台上。

## 評價
| 媒体     | 得分   |
| -------- | ------ |
| GameSpot | 7.1/10 |
| Fami通   | 31/40  |

網站Nintendo Life對於遊戲內容給予正面肯定，認為就算是只玩過此作品所改版遊戲《超級瑪利歐兄弟USA》的玩家、或是瑪利歐的愛好者們，仍可以在嘗試《夢工厂悸动恐慌》過程裡獲得額外的樂趣。
雜誌《GAME SIDE》表示遊戲裡靠著挖掘地面蔬菜；來朝向敵方投擲攻擊是個耳目一新的點子，另外依所選操作角色在能力屬性上的相異；而有不同闖關策略也是令人感到有趣的地方，整體上評為值得一玩的遊戲。
銷售成績方面，上市後在日本所累積的販售數量為賣出29萬份遊戲磁碟片。

## 影響
在《夢工厂悸动恐慌》推出前；1986年任天堂已在日本發行了《超級瑪利歐兄弟》的續作《超級瑪利歐兄弟2》，內容上沿用著前作的圖形與音效介面，除了編譯難度更高的關卡、添加些許新敵人和調整部份細節外，與前作並沒有太多差別。當時任天堂的美國分部試玩了《超級瑪利歐兄弟2》內容後，向日本總部反應該遊戲難度偏高，容易讓玩家產生挫折感，對這種不會讓人感到愉悅的作品有賣相不佳疑慮，加上剛從1983年美國遊戲業大蕭條後重新恢復活力期間，便提議不應讓此遊戲在美國當地上市發行。
之後任天堂日本總部弄了替代方案，將《夢工厂悸动恐慌》的圖形與操作功能做調整後，在1988年以「Super Mario Bros. 2」名義於美國推出（富士電視台只擁有伊瑪吉家族的角色著作權，其他全部歸屬於任天堂，這也導致《夢工厂悸动恐慌》無法重新再發行）。改版遊戲將《夢工厂悸动恐慌》替換為瑪利歐系列角色，伊瑪吉能力屬性的角色是瑪利歐、莉娜是碧姬公主、媽媽是路易吉、爸爸則是奇諾比奧，而瑪穆則改名以「渥特」（Wart）稱之。1992年9月14日，遊戲以（Super Mario USA）名稱逆向返回到日本當地發行，封面使用《夢工厂悸动恐慌》同樣背景圖只換成瑪利歐系列角色。後來日本版《超級瑪利歐兄弟2》在日本海外發行時，改採用《超級瑪利歐兄弟：遺失的關卡》（Super Mario Bros.: The Lost Levels）名稱。
2020年4月21日，在《超級瑪利歐創作家2》的3.0.0更新中，基於該作的《超級瑪利歐USA》的遊戲玩法再度被搬上任天堂的遊戲主機，但其中包括了幾處修改：莉娜由奇諾比珂代替（因為該作中碧姬公主為NPC角色），且所有角色的屬性全部統一為伊瑪吉的能力屬性（為考慮到多人對戰模式中的公平性）。